# Kai-Kai
Kai-Kai es una comuna camerunesa perteneciente al departamento de Mayo-Danay de la región del Extremo Norte.
En 2005 tenía 55 366 habitantes, de los que 4935 vivían en la capital comunal homónima. Actualmente no es posible determinar con exactitud la población de la comuna, ya que en 2013 se produjo una rotura de presa en el río Logone que dio lugar a fuertes inundaciones en el área, provocando el desplazamiento de más de nueve mil personas.
Se ubica unos 70 km al este de Maroua. Su territorio es fronterizo al este con la región chadiana de Mayo-Kebbi Este.

## Localidades
Comprende, además de la ciudad de Kai-Kai, las siguientes localidades:
- Baria Godio
- Barkaya
- Bégué Palam
- Boko
- Boukouroy
- Bouktan
- Bouktang
- Djafga
- Djamboutou
- Djékadéï
- Dougui
- Gadakaral
- Gassouay
- Gavra
- Golomba
- Hotoyé
- Kalak
- Kay-Kay II
- Kéléo
- Lougoye
- Manga
- Mavala
- Mbororo
- Mogozi
- Oudouk
- Yanga